# Florence Jamin
Florence Jamin, gehuwd Wangsabesari, is een Surinaams pencak-silat-beoefenaar (pesilat), internationaal arbiter en sportbestuurder. Ze is sinds 2016 voorzitter van de Surinaamse Pencak Silat Associatie (SPSA) en sinds 2019 internationaal arbiter, als enige pesilat van Suriname.

## Biografie
Florence Jamin is gehuwd met Oesman Wangsabesari, een voormalig Assembléelid en oprichter van de Nieuwe Stijl KTPI. Ze hebben samen twee zonen.
Ze studeerde internationaal sportmanagement in Indonesië en volgde in Suriname de sportcursus van de Regional Sports Academy (RSA). Ze was tussen 2010 en 2013 consultant voor het ministerie van Sport- en Jeugdzaken; ambtenaren klaagden in die tijd dat er geen rapporten zouden zijn opgeleverd. Na haar studie aan de RSA nam ze zich voor om vrouwen bewust te maken meer met sport te doen.
Ze is betrokken bij de pencak-silat-school Kilat Buwana, die in 1972 werd op gericht door Marca Jamin. Op 21 augustus 2016 werd ze gekozen tot voorzitter van de Surinaamse Pencak Silat Associatie (SPSA). Ze was toen al anderhalf jaar interim-bestuurslid geweest en in de decennia ervoor was er weinig ontwikkeling in de sport geweest, onder andere door interne strubbelingen. Met haar aantreden als voorzitter waren die nog niet verdwenen en drie jaar later splitste zich een deel van de scholen van de SPSA af en richtten een eigen pencak-silat-bond op, de PSFS.
In 2019 werd ze Wasit-Juri, wat de certificering geeft om internationaal wedstrijden te mogen leiden en jureren. Daarnaast is ze door de wereldbond gecertificeerd voor het opleiden van leraren in de pencak silat.